# 남성진
남성진(南誠軫, 본명: 남지헌, 1969년 12월 31일 ~ )은 대한민국의 배우이다. 1989년 연극 배우로 첫 데뷔를 하였고 1993년 SBS 3기 공채 탤런트로 데뷔하였다.

## 학력
- 서울장위초등학교 졸업
- 여의도중학교 졸업
- 현대고등학교 졸업
- 동국대학교 연극영화학과 학사
- 동국대학교 문화예술대학원 공연예술학과 석사

## 출연 작품

### 드라마
- 1993년 SBS 소설극장 《사랑과 우정》 ... 경석 역
- 1993년 SBS 월화드라마 《테마 시리즈 - 아버지, 어느날 갑자기》
- 1993년 SBS 주말극장 《일과 사랑》 ... 준영 역
- 1994년 SBS 미니시리즈 《도깨비가 간다》
- 1994년 SBS 아침연속극 《성냥갑 속의 여자》 ... 민우 역
- 1995년 SBS 금요드라마 《이가사 크리스티》
- 1995년 SBS 드라마 스페셜 《우리들의 넝쿨》 ... 병덕 역
- 1995년~2002년 MBC 농촌드라마 《전원일기》 ... 김영남 역
- 1995년 SBS 창사5주년 특별기획드라마 《코리아게이트》 ... 국군서울지구병원 군의관 송계용 소령 역
- 1996년 KBS2 일일연속극 《며느리 삼국지》... 김상구 역
- 1997년 MBC 주말연속극 《신데렐라》
- 1997년 KBS2 미니시리즈 《욕망의 바다》
- 1997년 MBC 미니시리즈 《영웅신화》 ... 남호진 역
- 1998년 SBS 드라마 스페셜 《홍길동》 ... 홍길현 역
- 1998년 MBC 미니시리즈 《해바라기》 ... 신경외과 전문의 하준서 역
- 2000년 SBS 드라마 스페셜 《경찰특공대》 ... 서울지방경찰청 경찰특공대 조일영 경사 역
- 2000년 MBC 청춘시트콤 《뉴 논스톱》 ... (특별출연)
- 2001년 MBC 미니시리즈 《네 자매 이야기》 ... 서재연 역
- 2002년 SBS 일일드라마 《해 뜨는 집》 ... 태욱 역
- 2002년 SBS 대하드라마 《야인시대》 ... 경무대경찰서장 곽영주 경무관 역
- 2002년 MBC 창사특집극 《너희가 나라를 아느냐》 ... 문흥식 역
- 2003년 KBS2 단막극 《드라마시티 - 순결한 그녀》 ... 명진섭 역
- 2003년 KBS1 TV소설 《찔레꽃》 ... 민준서 역
- 2003년 MBC 가정의 달 특집극 《제비꽃》 ... 태진 역
- 2004년 KBS2 아침드라마 《용서》 ... 송재훈 역
- 2004년 MBC 주간시트콤 《아가씨와 아줌마 사이》 ... 큰 아들 역
- 2006년 SBS 추석특집극 《깜근이 엄마》
- 2006년 KBS1 대하드라마 《대조영》 ... 이문 역
- 2008년 KBS2 단막극 《드라마시티 - 돈꽃》 ... 용진 역
- 2008년 KBS2 미니시리즈 《최강칠우》 ... 시강원 관리 조성두 역
- 2009년 MBC 일일시트콤 《지붕뚫고 하이킥》
- 2010년 KBS1 특별기획드라마 《전우》 ... 염하진 역
- 2011년 KBS1 대하드라마 《광개토태왕》 ... 고창 역
- 2012년 KBS2 드라마스페셜 연작시리즈 《국회의원 정치성 실종사건》 ... 이인자 역
- 2013년 tvN 미니시리즈 《환상거탑》 ... 교도관 역
- 2013년 KBS2 단막극 《KBS 드라마 스페셜 - 엄마의 섬》 ... 이한 역
- 2014년 JTBC 미니시리즈 《우리가 사랑할 수 있을까》 ... 이규식 역
- 2014년 KBS1 대하드라마 《정도전》 ... 고려 공양왕 역
- 2014년 OCN 토요드라마 《나쁜 녀석들》 ... 김동호 역
- 2015년 KBS 대하드라마 《징비록》 ... 이덕형[1] 역
- 2018년 JTBC 월화드라마 《뷰티 인사이드》 ... 김태진 역(특별출연)
- 2019년 JTBC 금토드라마 《보좌관 - 세상을 움직이는 사람들》 ... 안현민 역
- 2020년 KBS1 일일드라마 《기막힌 유산》 ... 부금강 역
- 2020년 SBS 월화드라마 《굿캐스팅》 ... 일광하이텍 청소 반장 역(특별출연)
- 2020년 JTBC 금토드라마 《우아한 친구들》 ... 양수호 역
- 2021년 JTBC 금토드라마 《언더커버》 ... 차민호 역
- 2021년 tvN 토일드라마 《악마판사》 ... 이재성 역
- 2021년 SBS 금요드라마 《펜트하우스 3》... 주단태의 아버지 역(특별출연)
- 2022년 KBS 대하드라마 《태종 이방원》 ... 하륜 역
- 2022년 KBS 일일드라마 《태풍의 신부》 ... 진일석 역
- 2023년 KBS 주말드라마 《효심이네 각자도생》... 이효성 역
- 2024년 MBC 일일드라마 《용감무쌍 용수정》... 문요섭 역

### 영화
- 2006년 《연애, 그 참을 수 없는 가벼움》 ... 준희 역
- 2010년 《폭풍전야》 ... 기연 역(특별출연)
- 2011년 《조선명탐정: 각시투구꽃의 비밀》 ... 정조 역
- 2012년 《미쓰GO》 ... 윤과장 역(우정출연)
- 2014년 《미국인 친구》 ... 피터 역
- 2017년 《비정규직 특수요원》 ... 구 반장 역
- 2018년 《조선명탐정: 흡혈괴마의 비밀》 ... 왕 역(우정출연)
- 2019년 《열두 번째 용의자》 ... 백두환 역

### 방송
- 2014년 TV조선 《이것은 실화다》
- 2014년 JTBC 《건강의 품격》
- 2015년 JTBC 《힐링의 품격》
- 2017년 E채널 《별거가 별거냐 시즌 1》, 《별거가 별거냐 시즌 2》
- 2023년 KBS 《아침마당》 9,476회 화요초대석

### 라디오 프로그램(진행, 출연)
- 2008년 SBS 러브FM 《김지영, 남성진의 좋아좋아》 - 진행
- 2016년 EBS FM 《EBS 책 읽는 라디오 낭독 시리즈》 - 낭독자

### 공연
- 2017년 리어왕 - 풍자 광대 역
- 2017년 조선왕 맥베스

## 가족 관계
- 아버지: 남일우 (1938년 ~ 2024년)
- 어머니: 김용림 (1940년 ~ )
- 배우자: 김지영 (1974년 ~  )
  - 아들: 남경목 (2008년 ~ )